# El Ouata
El Ouata (em árabe: اﻟﻮ ﻃﺎء) é uma cidade e comuna localizada na província de Béchar, Argélia. Sua população era de 7 343 habitantes, em 2008.